# Rockville, Minnesota
Rockville är en ort i Stearns County i Minnesota. Vid 2010 års folkräkning hade Rockville 2 448 invånare.